# Tillodontia
De Tillodontia zijn een onderorde van uitgestorven eutherische zoogdieren, die bekend zijn uit het Vroeg-Paleoceen tot Laat-Eoceen van China, het Laat-Paleoceen tot Midden-Eoceen van Noord-Amerika waar ze hun grootste soortenrijkdom vertonen, het Midden-Eoceen van Pakistan en het Vroeg-Eoceen van Europa. Ze hebben geen nakomelingen achtergelaten en zijn het nauwst verwant aan de pantodonten, een andere uitgestorven groep. De tillodonten waren middelgrote tot grote dieren die zich waarschijnlijk voedden met wortels en knollen in gematigde tot subtropische habitats. 

## Ontwikkeling
De onderorde ontstond in oostelijk Azië en verspreidde zich van daaruit naar Noord-Amerika in het Laat-Paleoceen. In het Eoceen bereikten de tillodonten ook Indo-Pakistan en Europa. Op het hoogtepunt van hun ontwikkeling stierven de Tillodontia uit, vermoedelijk door klimaatveranderingen en de verloren concurrentiestrijd met de hoefdieren.

## Kenmerken
Hun gebit leek veel op dat van knaagdieren met beitelvormige snijtanden die continu doorgroeiden. De tanden waren vaak aan slijtage onderhevig, wat erop wijst dat ze hard plantenmateriaal zoals wortels en knollen aten. De oudste vormen waren van gemiddelde omvang en wogen zo'n 10 tot 30 kilogram. Geslachten uit het Eoceen werden veel groter; Het waren meestal middelgrote dieren, hoewel de grootste (zoals Trogosus) de grootte van een grote beer (150 kilogram) konden bereiken.
De schedel varieerde in lengte van 5 tot 37 centimeter en had een kenmerkend langgerekt rostrum, een langgerekte mandibulaire symfyse en een verkort basisraniale gebied. De tweede boven- en ondersnijtanden zijn bij de meeste soorten groot, de eerste boven- en onderpremolaren zijn klein of afwezig, de vierde boven- en onderpremolaren zijn molariform (molaarachtig).
Toen Joseph Leidy zijn nieuwe 'pachyderme' soort de naam Trogosus castoridens ('bevertand knaagdier') gaf, voegde hij eraan toe dat het een fossiel was dat lijkt te hebben behoord tot de soort waaruit de neushoorn en mastodont, de wasberen en misschien de bever zijn ontstaan.

## Verwantschap
De verwantschap met andere zoogdieren was lange tijd onduidelijk. In uiterlijk en leefwijze lijken deze dieren het meest op de uitgestorven Taeniodonta, maar dit is waarschijnlijk het resultaat van convergente evolutie. Nieuwe vondsten uit het huidige China tonen aan dat ze meer verwant waren aan de Pantodonta, wat ook in diverse cladistische analyses naar voren komt. Deltatherium uit het Vroeg-Paleoceen van Noord-Amerika geldt als basale vorm uit deze clade.

## Classificatie
Franchaius uit het Vroeg-Eoceen van Europa, Benaius, Lofochaius, Meiostylodon en Huananius uit het Vroeg-Paleoceen van China, en Yuesthonyx uit het Laat-Paleoceen van China zijn primitieve vormen. Interogale uit het Laat-Paleoceen van China, en Anchilestes waarschijnlijk uit het Midden-Paleoceen van China, werden ooit toegewezen aan Anagalida, maar kunnen ook primitieve tillodonten zijn.
De monofylie van de onderfamilie Trogosinae wordt niet betwist, maar Esthonychines omvat hoogstwaarschijnlijk de voorouders van Trogosinae en is daarom waarschijnlijk parafyletisch. Tillodontia is vooral bekend van dentaria en tanden. Het cranium is het best bekend van Trogosinae en het postcranium van Trogosus.
Azygonyx en Esthonyx uit Noord-Amerika, Franchaius en Plesiesthonyx uit Europa, en Basalina uit Pakistan zijn allemaal morfologisch nauw verwant, maar geografisch duidelijk vrij wijdverspreid. Aziatische tillodonten zijn daarentegen kleiner en minder afgeleid. Dit mogelijke verband tussen specimens uit Pakistan en Europa en die uit Noord-Amerika voegt bewijs toe voor een faunale uitwisseling tussen deze continenten tijdens het Vroeg-Eoceen.

## Indeling
- Familie Esthonychidae
  - Basalina
  - Dysnoetodon
  - Adapidium
  - Esthonyx
  - Lofochaius
  - Kuanchuanius
  - Megalesthonyx
  - Meiostylodon
  - Tillodon
  - Trogosus